# Agrias cyaneigera
Agrias cyaneigera är en fjärilsart som beskrevs av Rebillard 1961. Agrias cyaneigera ingår i släktet Agrias och familjen praktfjärilar. Inga underarter finns listade i Catalogue of Life.